# Punisher

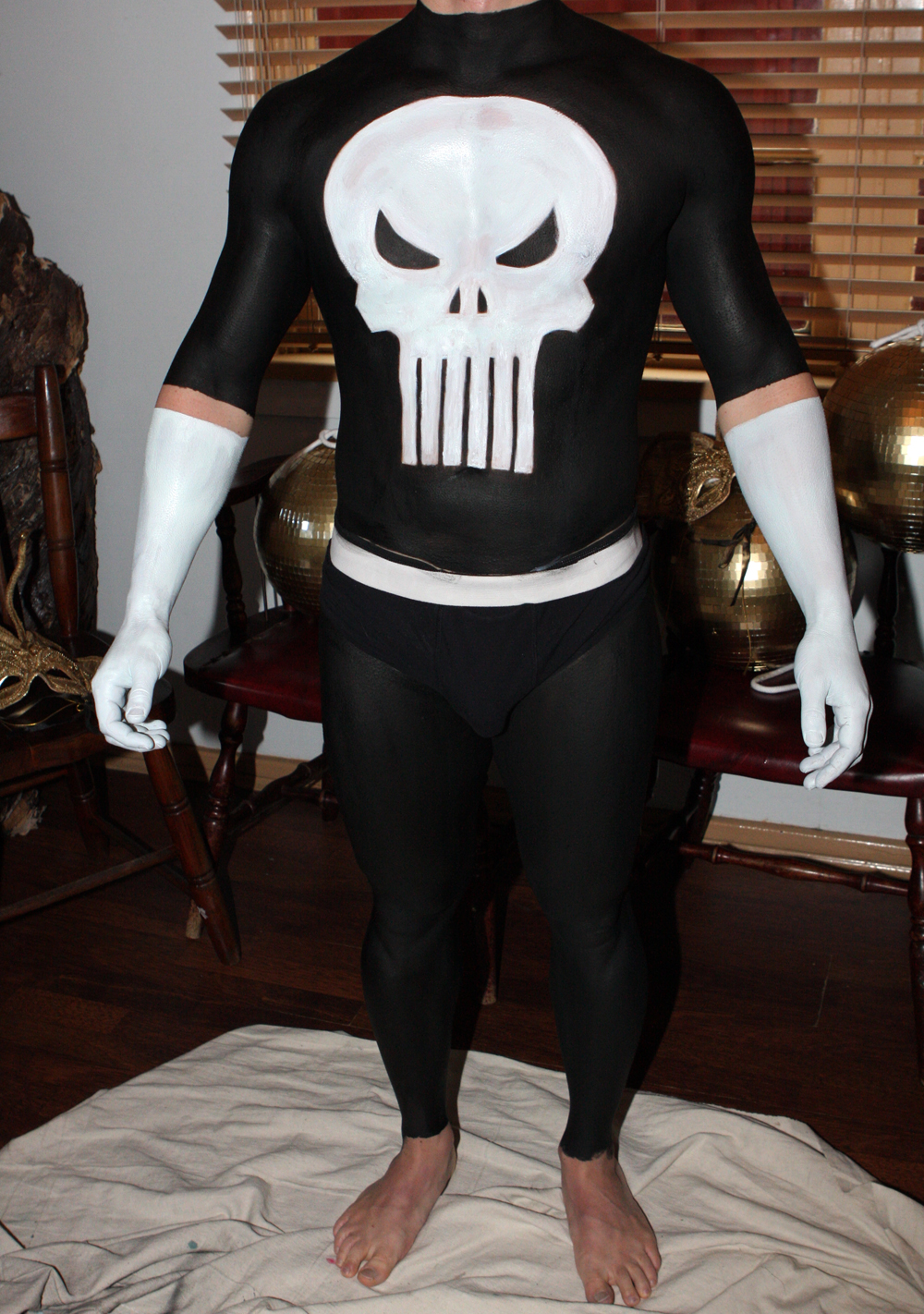
Kostium Punishera

Punisher (właśc. Francis „Frank” Castle) – fikcyjna postać, antybohater komiksów wydawanych przez Marvel Comics. Punisher doczekał się trzech filmów fabularnych, serialu i gry komputerowej będących adaptacjami oryginalnego komiksu. Twórcą postaci był scenarzysta Gerry Conway oraz rysownicy John Romita Sr. i Ross Andru. Nazwę postaci Punisher (z ang. – karzący, wymierzający karę) wymyślił Stan Lee – twórca najsłynniejszych bohaterów Marvela takich jak Spider-Man, Hulk, czy X-Men. Po raz pierwszy postać Punishera pojawiła się w 129. zeszycie serii The Amazing Spider-Man z 1974 roku.

## Charakterystyka

Logo Punishera

Status Punishera jako superbohatera lub antybohatera jest kwestią kontrowersyjną i w dużej mierze zależną od interpretacji odbiorcy. Szczególnie ze względu na fakt, iż w przeciwieństwie  do większości superbohaterów z uniwersum Marvela, Punisher zabija swoich przeciwników, przez co popada w konflikt z innymi bohaterami tegoż uniwersum (np. z Daredevilem).
Punisher (Frank Castle) jest byłym żołnierzem Marines i jednocześnie weteranem wojny wietnamskiej, który jako jedyny przeżył masakrę swojej rodziny podczas pikniku w nowojorskim Central Parku. Na skutek niefortunnego zbiegu okoliczności Castle z żoną i dziećmi stają się świadkami egzekucji informatora przez mafię. Przestępcy, chcąc pozbyć się świadków, zastrzelili całą rodzinę Franka, a także (jak sądzili) jego samego. Po odzyskaniu świadomości i przeżyciu powtórnej próby morderstwa (w szpitalu) Frank pod wpływem traumy przeistacza się w Punishera, mściciela pragnącego wziąć prawo we własne ręce i wymierzyć sprawiedliwość zabójcom swojej rodziny.
Jako mściciel, Punisher rozciąga spektrum swojego działania również na gangsterów niezamieszanych bezpośrednio w zbrodnię popełnioną na jego rodzinie, nie widząc sensu w oddawaniu ich w ręce policji, zakładając, że poprzez znajomości i wynajmowanie drogich adwokatów uniknęliby oni kary. Punisher uważa się za osobę wyręczającą niewydolny wymiar sprawiedliwości, stawiając się w roli prokuratora, sędziego i kata zarazem. W świetle prawa Punisher jest więc mordercą, jednak usprawiedliwia on swoje działania wyższą koniecznością.
W swoich działaniach Punisher wykorzystuje umiejętności nabyte podczas służby w Wietnamie. Należą do nich między innymi: biegłość w posługiwaniu się różnymi rodzajami broni, znajomość technik walki wręcz, tortur oraz specjalizacja w skrytej infiltracji terenów wroga.  Jednocześnie jest on osobą wyjątkowo odporną na ból, co można zaobserwować w filmie z 1989 r. w którym wytrzymuje on całą sekwencję tortur zadawanych mu przez Lady Tanakę.
Charakterystycznym znakiem rozpoznawczym Punishera jest czarny strój ze stylizowaną białą czaszką na piersi.

## Publikacje
Po raz pierwszy postać pojawiła się w albumie komiksowym o przygodach Spider-Mana i po gościnnych występach także u innych bohaterów takich jak Captain America czy Daredevil, ostatecznie otrzymał własną serię komiksową w 1986 roku o tytule The Punisher. Od tego czasu postać ta otrzymała kilka serii wydawniczych, miniserii, pojedynczych zeszytów specjalnych, a także sporą ilość crossoverów zarówno z postaciami Marvela jak i innych wydawnictw. Wydano również kilka specjalnych edycji albumów przeznaczonych także dla dzieci, w których postać ta została przedstawiona w sposób humorystyczny.
Główne serie wydawnicze:
- The Punisher — główna, najdłuższa seria wydawnicza o przygodach Punishera; w pewnym momencie przemianowana na Franken-Castle (kiedy Punisher został zabity przez Dark Wolverine'a i powrócił jako Potwór Frankensteina); wydawana z przerwami doczekała się 13 serii
- Punisher War Journal – druga regularna seria o przygodach Punishera, doczekała się wydania 2 serii
- Punisher War Zone – trzecia regularna seria o przygodach Punishera, doczekała się wydania 3 serii
- Punisher MAX – seria skierowana do dorosłych czytelników,

Ważniejsze miniserie:
- Born — opowiada o pobycie Franka Castle w Wietnamie podczas ostatniej, trzeciej tury służby, ukazując proces przemiany jego psychiki, który doprowadził go do przemiany w Punishera; wydana w imprincie MAX
- Punisher: The Platoon – opowiada o pierwszej turze służby Franka Castle w Wietnamie; wydana w imprincie MAX
- Punisher: Year One — skupia się na wydarzeniach bezpośrednio po masakrze rodziny Franka Castle, które doprowadziły ostatecznie do przemiany w Punishera.
- Punisher: In the Blood — opowiada o finałowym pojedynku pomiędzy Punisherem, a jego odwiecznym przeciwnikiem Jigsawem

Wybrane pojedyncze zeszyty specjalne wydane poza seriami głównymi:
- The Punisher Meets Archie – seria dla nastolatków opowiadająca o spotkaniu Punishera z Archiem Andrewsem, bohaterem komiksów młodzieżowych
- The Punisher: The End – akcja komiksu skupia się na ostatnich dniach życia Punishera w postapokaliptycznej przyszłości.
- The Punisher Kills the Marvel Universe –  historia typu „co by było, gdyby” przedstawiająca alternatywną przyszłość świata Marvela, w której Punisher zabił wszystkich superbohaterów i superłotrów.

## Serie komiksowe Punisher w Polsce
| Wydawca    | Nazwa serii/albumu                                      | Rok wydania | Uwagi |
| ---------- | ------------------------------------------------------- | ----------- | --- |
| TM-Semic   | Punisher #1-54                                          | 1990-1997   | seria zeszytowa, od zeszytu #42 wydawana o zwiększonej ilości stron w czerni i bieli |
| TM-Semic   | Ghost Rider/Wolverine/Punisher: Serca Ciemności         | 1995        | specjalny album jako Wydanie Specjalne #14 |
| Mandragora | Punisher #1-12                                          | 2003-2005   | seria zeszytowa |
| Mandragora | Punisher – Wydanie zbiorcze                             | 2006        | zawiera Punisher #1-12 |
| Mandragora | Born #1-4                                               | 2004        | seria zeszytowa |
| Mandragora | Born – Wydanie zbiorcze                                 | 2006        | zawiera Born #1-4 |
| Mandragora | Essential Punisher, Vol. 1                              | 2006        | wydany w czerni i bieli |
| Hachette   | Punisher: Witaj ponownie, Frank, część 1                | 2013        | jako 15 tom Wielkiej kolekcji komiksów Marvela |
| Hachette   | Punisher: Witaj ponownie, Frank, część 2                | 2014        | jako 43 tom Wielkiej kolekcji komiksów Marvela |
| Hachette   | Punisher: Krąg Krwi                                     | 2018        | jako 140 tom Wielkiej kolekcji komiksów Marvela |
| Hachette   | Punisher: W drodze                                      | 2019        | jako 161 tom Wielkiej kolekcji komiksów Marvela |
| Hachette   | Punisher                                                | 2019        | jako 19 tom Superbohaterowie Marvela |
| Egmont     | Punisher MAX tom 1                                      | 2017        | wydany w ramach Klasyki Marvela |
| Egmont     | Punisher MAX tom 2                                      | 2017        | wydany w ramach Klasyki Marvela |
| Egmont     | Punisher MAX tom 3                                      | 2017        | wydany w ramach Klasyki Marvela |
| Egmont     | Punisher MAX tom 4                                      | 2018        | wydany w ramach Klasyki Marvela |
| Egmont     | Punisher MAX tom 5                                      | 2018        | wydany w ramach Klasyki Marvela |
| Egmont     | Punisher MAX tom 6                                      | 2019        | wydany w ramach Klasyki Marvela |
| Egmont     | Punisher MAX tom 7                                      | 2019        | Born #1–4, Barracuda Max #1–5, The Tyger, The Cell, The End i The Platoon #1–6 |
| Egmont     | Punisher MAX tom 8                                      | 2020        | Punisher Max #1–11 |
| Egmont     | Punisher MAX tom 9                                      | 2020        | Punisher Max #12–22, Punisher MAX: X-Mas Special #1 |
| Egmont     | Punisher MAX tom 10                                     | 2021        | Punisher Max: Naked Kill, Get Castle, Butterfly, Happy Ending, Hot Rods of Death i Tiny Ugly World, Untold Tales of Punisher Max #1–5, Punisher: Frank Castle Max #75 oraz Punisher Max Annual #1. |
| Egmont     | Punisher. Marvel Knights - Tom 1                        | 2021        | zawiera Punisher (2000) #1–12, Punisher (2001) #1–5 oraz Punisher Kills the Marvel Universe |
| Egmont     | Punisher. Marvel Knights - Tom 2                        | 2022        | zawiera Punisher (2001) #6–7, #13–26 oraz Marvel Knights Double-Shot #1 |
| Egmont     | Punisher. Marvel Knights - Tom 3                        | 2022        | zawiera Punisher (2001) #27–37 oraz Punisher: War Zone (2008) #1–6 |
| Egmont     | Punisher Epic Collection - 1 - Krąg krwi.               | 2022        | Punisher (1986) #1–5, Punisher (1987) #1–10, Daredevil #257, Marvel Graphic Novel: Punisher – Assassin’s Guild                                                                                     |
| PANINI     | Punisher: Koszmar                                       | 2022        | Punisher: Nightmare, Butterfly i The Punisher (2001) #23 wydany w ramach Ciemnej Strony Marvela |
| Egmont     | Punisher Epic Collection - 2 - Kingpin rządzi.          | 2023        | Punisher (1987) #11–25 i Annual #1–2. |
| Egmont     | Punisher Epic Collection - 3 - Powrót do Wielkiego Nic. | 2023        | Punisher (1987) #26–34, Annual #3 i Classic Punisher #1, Epic Graphic Novel: Punisher – Return to Big Nothing, Marvel Graphic Novel: Punisher – Intruder oraz Punisher: Kingdom Gone               |
| Egmont     | Punisher Epic Collection - 4 - Układanka Jigsawa.       | 2024        | Punisher (1987) #35–48 i Annual #4, Punisher: No Escape i Punisher: The Prize |
| Egmont     | Punisher Epic Collection - 5 - Najwyższy wymiar kary.   | 2024        | Punisher (1987) #63–75, Punisher: G-Force, Punisher: Die Hard in the Big Easy i Punisher/Black Widow: Spinning Doomsday’s Web                                                                      |

## Adaptacje

### Filmy
Pierwszą ekranizacją Punishera był film z 1989 z Dolphem Lundgrenem w roli głównej. Druga powstała w 2004 z udziałem Thomasa Jane'a w roli Punishera i Johna Travolty w roli gangstera odpowiedzialnego za śmierć rodziny Castle. Trzeci film o Punisherze powstał w 2008, a tytułową rolę grał Ray Stevenson.

#### Zobacz
- Punisher – film z 1989 roku
- Punisher – film z 2004 roku
- Punisher: Strefa wojny – film z 2008 roku

#### Produkcje krótkometrażowe
W 2012 opublikowany został bootleg w reżyserii Adi Shanka pt. „Dirty Laundry”, w rolę Punishera wcielił się ponownie Thomas Jane.

### Seriale
Frank Castle pojawił się w drugiej serii wyprodukowanego przez stację Netflix serialu Daredevil. W rolę Punishera wcielił się Jon Bernthal. Po tym występie ta postać miała swój własny serial - The Punisher, który miał 2 sezony. Aktor powrócił do roli po kilku latach w Daredevil: Odrodzenie na Disney+ i ma mieć "Special Presentation" na tej platformie, w którym aktor będzie też zaangażowany pod względem produkcji.

### Gry komputerowe
Powstały gry dla komputerów Amiga i PC a w późniejszym okresie także dla przenośnych konsoli Game Boy.
- Gra na automaty wrzutowe z Punisherem w roli głównej pojawiła się w 1993 roku, skonwertowana rok później na konsole Sega Mega Drive.
- Najnowsza gra The Punisher dla konsoli PlayStation 2, Xbox i komputerów osobistych została wydana w 2005 roku.
- Punisher jest jedną z grywalnych postaci w LEGO® Marvel™ Super Heroes, grze wydanej na komputery PC oraz konsole Nintendo DS, Nintendo 3DS, PlayStation 3, PlayStation 4, PlayStation Vita, Wii U, Xbox 360 i Xbox One.
- Punisher jest także jedną z grywalnych postaci w Marvel Rivals, grze online wydanej na PC, Playstation 5 oraz Xbox Series.

### Animacja
Punisher pojawił się w paru odcinkach serialu animowanego Spider-Man. W odcinkach Mściciel (Enter the Punisher) i Pojedynek myśliwych (Duel of the Hunters) Frank postanawia uporać się z problemem tajemniczego wampira nękającego Nowy Jork. W wyniku pomyłki jego celem staje się Spider-Man, który miał wówczas problemy z mutacją tzn. przemienił się w gigantycznego pająka, znanego jako Man-Spider. Gdy orientuje się, iż popełnił błąd, wraz z Kravenem Myśliwym pomagają wrócić Człowiekowi-Pająkowi do jego poprzedniej postaci. Pojawia się też w odcinku Powrót Zielonego Goblina (The Return of Green Goblin), gdzie pomaga Spider-Manowi w walce z nowym Zielonym Goblinem. W oryginalnej wersji językowej głos pod tę postać podkładał John Beck, a w polskiej Jacek Mikołajczak.
Punisher pojawia się również w serialu X-Men w odcinku Dni nowej przeszłości (Days of future past), ale jedynie jako postać zdobiąca okładkę gry komputerowej. Z kolei w odcinku Modżowizja (Mojovision) jeden z robotów walczących z X-Men przemienia się w postać przypominającą Punishera.
Ostatnio Punisher pojawił się gościnnie w Avengers: Zjednoczeni w odcinku Planeta Doktora Dooma (Planet Doom).
Punisher występuje także gościnnie w serialu Super Hero Squad w odcinku Noc w oratorium (Night in the Sanctorium!). W oryginalnej wersji językowej podkłada mu głos Ray Stevenson.
Punisher jest również jednym z bohaterów dwóch filmów animowanych ze studia Madhouse. W filmie Iron Man – Technovore Powstaje (Iron Man: Rise of Techonovore) nawiązuje współpracę z Iron Manem przeciwko wspólnemu wrogowi. W oryginalnej wersji językowej głosu Frankowi użycza Norman Reedus. Z kolei w filmie Avengers Confidential – Czarna Wdowa i Punisher (Avengers Confidential – Black Widow and Punisher) Punisher razem z Czarną Wdową próbują zniszczyć organizację terrorystyczną Leviathan. Tutaj głos podkłada mu Brian Bloom.